# Konfesjonim
Konfesjonim (łac. confessio ‘wyznanie’ + nomen ‘imię’) – nazwa członków danej grupy religijnej, np. katolicy, protestanci, muzułmanie, buddyści itd. Dotyczy to również niewielkich wspólnot, izolowanych i nie posiadających ze sobą bezpośredniej styczności. Niektóre konfesjonimy stały się z czasem etnonimami, np. „karaimi” i „Karaimi”, podobne zjawisko można obserwować wobec ludności na pograniczu katolicko-prawosławnym na Białorusi. Innym przykładem takiego złożonego konfesjonimu są Muzułmanie w Bośni, znani dopiero od niedawna pod etnonimem Boszniaków. Istnieją również próby rozszerzenia znaczenia pojęcia konfesjonim także na nazwy religii, wyznań lub kościołów.
Pomimo że termin ‘konfesjonim’ należy do grupy neologizmów (w literaturze przedmiotu dotyczącej antropologii od lat 80. XX wieku), znalazł on już trwałe miejsce w polskim słownictwie.